# Eugénie D'Hannetaire

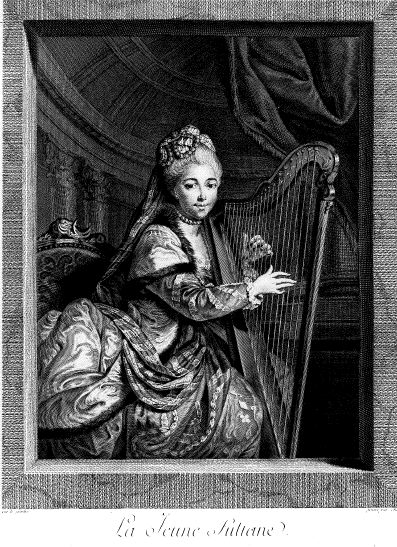
Eugenie DHannetaire, dipinto di Juste Chevillet

Eugénie D'Hannetaire, pseudonimo di Marie-Louis-Philippine-Eugénie Servandoni (Bruxelles, 6 gennaio 1746 – Parigi, 22 febbraio 1816), è stata un'attrice teatrale francese.

## Biografia
Era figlia dell'attore e regista teatrale D'Hannetaire e dell'attrice Marguerite Huet (nota come M.lle Eugénie). Era sorella dell'attrice Angélique D'Hannetaire. Debuttò al Théâtre de la Monnaie di Bruxelles all'età di 8 anni in un ruolo da bambina, e poi da 15 come ballerina. Si dice che avesse preso i ruoli di sua madre come soubrette. Lasciò Bruxelles nel 1773 per Lione e sposò l'attore comico Larive, da cui divorziò 20 anni dopo. Il principe Charles Joseph de Ligne le diede la sua sconfinata ammirazione e le dedicò le sue "Lettres à Eugénie sur les spectacles" (1774).